# Ichneumon normannicus
Ichneumon normannicus är en stekelart som beskrevs av Cuvier 1833. Ichneumon normannicus ingår i släktet Ichneumon och familjen brokparasitsteklar. Inga underarter finns listade i Catalogue of Life.